# 五泰
五泰（1751年—1814年），字东瞻，号坦园，楚氏，汉军镶白旗人。清朝官员，进士出身。

## 生平
乾隆三十六年（1771）辛卯举人（时隶镶白旗包衣郎哈佐领下，郎哈又郎喀，曾任镶白旗包衣第四㕘领第一满洲佐领（系康熙三十九年分立），族亲楚邦义（又禇邦义）亦曾任此佐领，载《钦定八旗通志》），乾隆四十年（1775）乙未进士。翰林院庶吉士、检讨、编修。历任江南道、京畿道監察御史，广东雷州府、山东青州府、山东泰安府、嘉庆十四年（1809）江苏苏州府知府。与书法家王芑孫交友，与亲家、内务府正黄旗汉军进士百齡相唱和。

## 家族
- 子繩格，嘉庆丁丑进士，湖南清泉县知县。
- 子敦德。
- 子楚氏（名未详），娶张氏（父内务府正黄旗汉军、乾隆三十七年（1772年）壬辰科进士百齡）。
- 孙女楚氏（父繩格），嫁正蓝旗满洲、道光乙未进士觉罗祥慶为嫡妻（父覺羅博清阿，母圖門氏（嫡堂兄正白旗满洲、浙江布政使廣玉）；祖父覺羅續祿，先祖覺羅索長阿）。[2]